# Heyfield
Heyfield ist eine Stadt im mittleren Gippsland im australischen Bundesstaat Victoria mit 2099 Einwohnern. Sie liegt 206 km östlich von Melbourne in der Local Government Area Wellington Shire. Die Stadt am Zusammenfluss von Thomson River und Macalister River ist ein Tor zum Hochland Victorias.

## Geschichte
1841 beschrieb ein früher Siedler, James McFarlane, das Gebiet als „einem wogenden Kornfeld“ ähnlich und nannte es Hayfield. Um 1866 wurde die Schreibweise aus unbekannten Gründen in Heyfield geändert. Möglicherweise erfolgte die Umbenennung, um die Schreibweise an die benachbarte Heyfield Station anzupassen.
1866 übernahm James Tyson, ein ehemaliges Mitglied des Parlaments von Queensland, Pastoralist und vermutlich Australiens erster Self-Made-Millionär, das Land von McFarlane. Die Stadt wuchs als Zwischenstation für Goldgräber auf ihrem Weg zu den Goldfeldern des Gippsland. Am 24. September 1870 wurde ein Postamt eröffnet.

## Heyfield heute
Heute ist es für seine Land- und Forstwirtschaft bekannt. Es ist die wichtigste Quelle für Hartholz in Victoria, und die größte Holzmühle der südlichen Hemisphäre von Gunns Timber Products Heyfield liegt dort. Die Bewässerung des Gebietes wird vom Lake Glenmaggie gespeist.
Im Dezember 2005 wurde ein Skatepark in Heyfield gebaut. Während der großen Waldbrände im Gippsland im Dezember 2006 und Januar 2007 wurde die Stadt als Rüstplatz für die eingesetzten Feuerwehren genutzt. Heyfield und Umgebung wurden im Winter und Frühjahr 2007 zweimal von Überschwemmungen heimgesucht. Der Thomson River trat über seine Ufer und machte die Straße südlich von Heyfield unpassierbar.
Die Stadt hat ein Footballteam, das in der North Gippsland Football League spielt. Golfer spielen auf dem Platz des Heyfield Golf Club an der Golflinks Road.

## Schriftsteller
Die Schriftstellerin Mary Grant Bruce begann 1910, ihre Buchreihe Billabong während ihres Aufenthaltes im früheren Haus von James Tyson zu schreiben. Der Dichter Shaw Neilson verbrachte in den 1920er Jahren einige Zeit in Heyfield, wo er einige Gedichte schrieb und beim Bau der Staumauer des Lake Glenmaggie half.

## Bekannte Einwohner
- Wil Anderson, australischer Stand-up-Komiker im Fernsehen und Radio
- David Wojcinski, Footballspieler beim Geelong Football Club
- Leigh Brown, Footballspieler beim Collingwood Football Club
- Brent Macaffer, Footballspieler beim Collingwood Football Club